# Kalendarium wojska polskiego 1788–1792
Kalendarium wojska polskiego 1788-1792 – wydarzenia w wojsku polskim w okresie Sejmu Wielkiego (1788–1792).

## 1792
18 maja-26 sierpnia
- wojna polsko-rosyjska[1]

30 maja

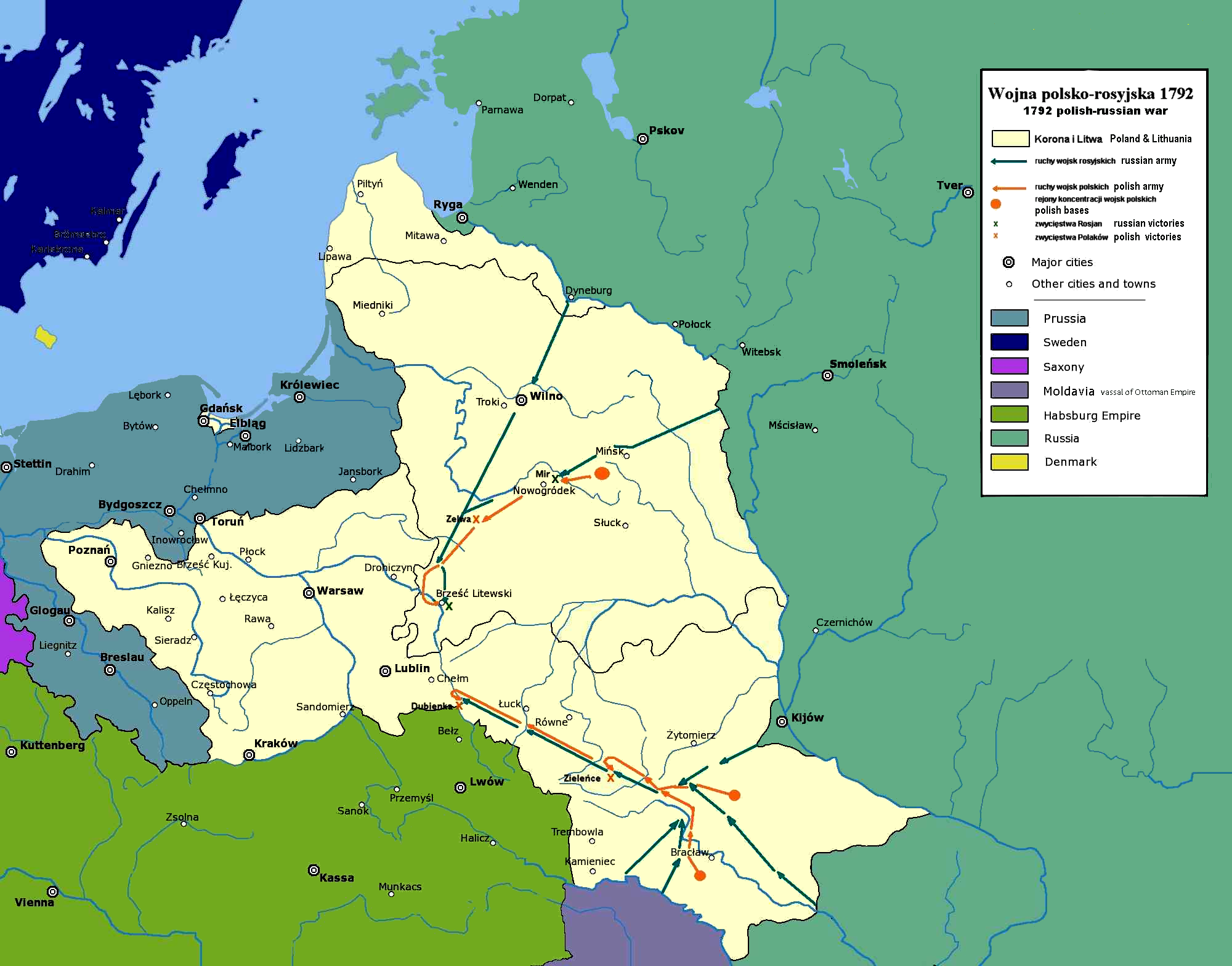
Wojna w obronie konstytucji

- koncentracja Dywizji Bracławsko-Kijowskiej w Janowie koło Pikowa[1]

31 maja
- odwrót dywizji gen.lejtn. J. Judyckiego z Mińska[1]

11 czerwca
- bitwa pod Mirem[1]

15 czerwca
- bitwa pod Boruszkowcami[1]

18 czerwca
- bitwa pod Zieleńcami[1]

4 lipca
- bitwa pod Zelwą[1]

18 lipca
- bitwa pod Dubienką[1]

23 lipca
- bitwa pod Brześciem[1]

24 lipca

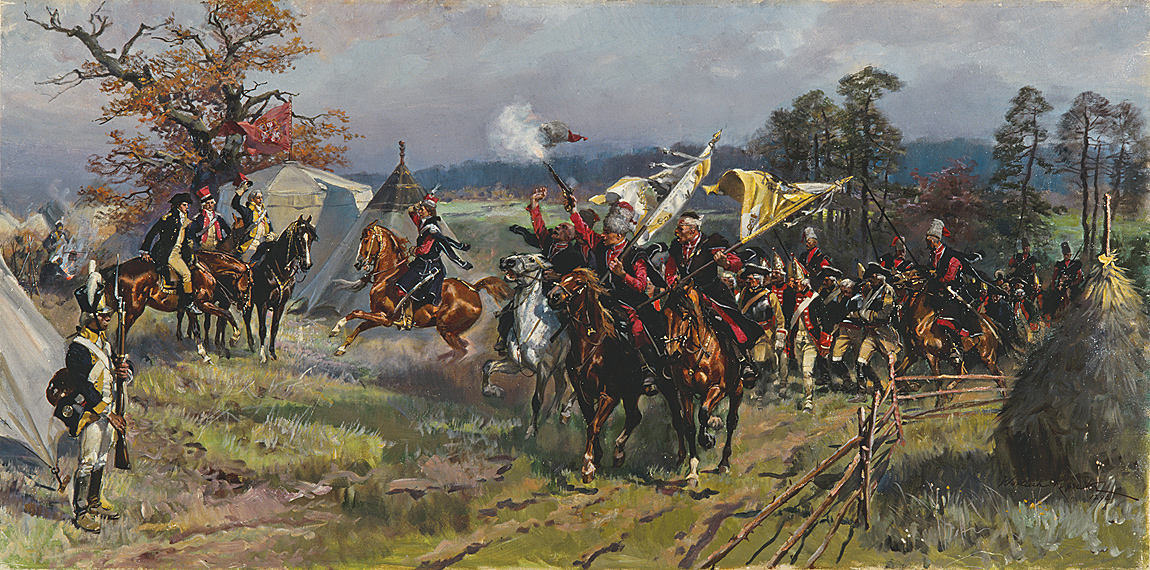
Po bitwie pod Zieleńcami, Kościuszko wraz z ks. Józefem odbierają defiladę

- bitwa pod Krzemieniem. Przystąpienie króla do konfederacji targowickiej[1]

26 lipca
- zawieszenie broni; zakończenie działań wojennych[1]